# Unió Obrera Balear
La Unió Obrera Balear va ser una organització obrera apareguda a la ciutat de Mallorca el 1881. Va ser impulsada per Fèlix Mateu Domeray.
Fou l'intent d'endegar el moviment obrer a les Illes. Ideològicament eclèctic a l'inici, es dedicà sobretot a l'educació dels obrers. El seu sorgiment es relaciona amb l'extensió del republicanisme federal a Mallorca i el seu intent d'impulsar un moviment obrer propi a l'Illa.
En una primera etapa (1881-83), estigué integrada per militants obrers dels anys del Sexenni Revolucionari i centrà les seves activitats en la regeneració educativa dels obrers. Organitzà una escola d'obrers, una biblioteca i un mont de pietat. Des del punt de vista ideològic, estigué molt influïda pel pensament proudhonista d'Ubaldo Romero Quiñones i per l'anarcocol·lectivisme.
Des del 1884, derivà cap a un pur i simple mutualisme assistencial. També impulsà el feminisme mallorquí, que despertà un ampli ressò polèmic. En 1885-86 s'encarregà de respondre al qüestionari social de la Comissió de Reformes Socials sobre l'estat de la classe obrera a Mallorca. El seu òrgan de premsa fou Unión Obrera Balear (març de 1882 – setembre de 1883). Des de 1886, entrà en crisi i desaparegué durant el decenni dels noranta.